# Didymeles perrieri
Didymeles perrieri är en tvåhjärtbladig växtart som beskrevs av Jacques Désiré Leandri. Didymeles perrieri ingår i släktet Didymeles och familjen Didymelaceae. Inga underarter finns listade i Catalogue of Life.